# Diogo de Bettencourt de Vasconcelos Correia e Ávila
Diogo de Bettencourt de Vasconcelos Correia e Ávila, primeiro e único conde de Correia Bettencourt (Barcelos, 14 de Abril de 1863 – Foz do Douro, 2 de Junho de 1914). Foi cavaleiro e fidalgo da Casa Real e Comendador da ordem de Cristo.

## Biografia
Filho de João de Bettencourt de Vasconcelos Correia e Ávila, visconde de Bettencourt, e de Maria Adelaide de Magalhães e Menezes Perfeito de Aragão e Sauzedo.
Casou-se no Porto, aos 12 de Janeiro de 1892, com Maria Augusta Machado Pereira, filha de Guilherme Augusto Pereira Machado, 1.º visconde de Pereira Machado (18 de Setembro de 1861) e de Cândida Guilhermina dos Santos Rodrigues Vieira Fartura, por isso neta do comendador António José Vieira Rodrigues Fartura. Tiveram quatro filhos: João (casado, sem descendência), Maria Adelaide, Diogo (casado com Daisy de Morais Sarmento Cohen, de quem teve filhos) e Maria da Luz.
Feito conde por Decreto de 6 de novembro de 1893 do rei D. Carlos I de Portugal. Atualmente, é pretendente ao título seu neto Diogo Benjamim Cohen de Bettencourt de Vasconcelos.